# 亚历山大港 (阿拉斯加州)
亚历山大港（英語：Port Alexander），是美国阿拉斯加州的一座城市。该市的人口在2000年为81人，2010年有52人。人口在阿拉斯加州排行第144。